# Diskriminanta
Diskriminanta (oznaka {\displaystyle \Delta }) je v algebri pojem, ki se uporablja v povezavi z mnogočleniki. Diskriminanta je izraz, ki daje podatke o vrstah ničel (korenov) mnogočlenika oziroma enačbe, če izenačimo mnogočlenik z 0.
Izraz izhaja iz latinske besede discriminar, kar pomeni razlikovati. Izraz je vpeljal angleški matematik James Joseph Sylvester (1814 – 1897). 
Najenostavneša in najbolj znana je diskriminanta kvadratnega mnogočlenika z obliko
{\displaystyle ax^{2}+bx+c\,}
Diskriminanta kvadratnega mnogočlenika se izračuna z obrazcem
{\displaystyle \Delta =\,b^{2}-4ac.}
V tem primeru ima kvadratni mnogočlenik takrat, ko je {\displaystyle \Delta >0\,} dve realni ničli (korena) mnogočlenika. Kadar pa je {\displaystyle \Delta =0\,} ima mnogočlenik samo eno realno ničlo, kadar pa je {\displaystyle \Delta <0\,} mnogočlenik nima realnih ničel. 
Diskriminanta mnogočlenika tretje stopnje (kubični mnogočlenik) z obliko 
{\displaystyle ax^{3}+bx^{2}+cx+d\,}
je enaka 
{\displaystyle \,b^{2}c^{2}-4ac^{3}-4b^{3}d-27a^{2}d^{2}+18abcd}.
Diskriminante mnogočlenikov višjih stopenj imajo še več členov: tako ima diskriminanta mnogočlenika, ki pripada enačbi četrte stopnje (kvartna funkcija) 16 členov  
, diskriminanta mnogočlenika, ki pripada enačbi pete stopnje (kvintna funkcija) pa 59 členov .  
Če pa iščemo diskriminanto mnogočlenika, ki pripada enačbi šeste stopnje pa ima že 246 členov .
Mnogočleniki imajo večkratne ničle (lahko tudi med kompleksnimi števili), če in samo, če je njihova diskriminanta enaka 0.
To velja tudi, če imajo mnogočleniki koeficiente v obsegu, ki ne vsebuje kompleksnih števil.

## Definicija
Če izrazimo diskriminanto z ničlami mnogočlenika, jo lahko zapišemo kot 
{\displaystyle a_{n}^{2n-2}\prod _{i<j}{(r_{i}-r_{j})^{2}}}
kjer so
- {\displaystyle a_{n}} vodeči koeficienti
- {\displaystyle r_{1},\dots ,r_{n}} ničle mnogočlenika

Diskriminanta je simetrična funkcija glede na ničle, ker so koeficienti osnovni simetrični mnogočleniki ničel.

## Posplošitev
Pojem diskriminante lahko posplošimo še na druge algebrske strukture. Med njimi so stožnice, kvadratne forme in algebrski številčni obsegi.

## Diskriminanta mnogočlenika
Da bi našli obrazec za izračun diskriminante mnogočlenika v odvisnosti od njegovih koeficientov je najenostavneje, če uvedemo pojem rezultante (rezultanta dveh moničnih mnogočlenikov (vodeči koeficient ima enak 1) je definirana kot produkt razlik ničel teh dveh mnogočlenikov). Tako kot je diskriminanta za samo  mnogočlenik produkt kvadratov razlik med kvadrati posameznih ničel mnogočlenika, je tudi rezultanta dveh mnogočlenikov produkt razlik med njihovimi ničlami (koreni) in podobno kot diskriminanta dobi vrednost nič, če ima mnogočlenik večkratne ničle, tako tudi rezultanta dobi vrednost nič, če in samo, če imajo mnogočleniki skupno ničlo.  
Ker ima mnogočlenik {\displaystyle p(x)\,} večkratne ničle, če in samo, če ima skupne ničle z odvodom {\displaystyle p'(x)\,}, imata diskriminanta {\displaystyle D(p)\,} in rezultanta {\displaystyle R(p,p')\,} lastnost, da postaneta enaki  0, če in samo, če ima {\displaystyle p\,} večkratne ničle in imata isto stopnjo in da sta enaka do faktorja stopnje 1.
Korist od rezultante je v tem, da se lahko izračuna kot determinanta oziroma kot determinanta Sylvestrove matrike, ki pa ima razsežnost {\displaystyle (2n-1)\times (2n-1)\,}.
Rezultanta {\displaystyle R(p,p')\,} splošnega mnogočlenika
{\displaystyle p(x)=a_{n}x^{n}+a_{n-1}x^{n-1}+a_{n-2}x^{n-2}+\ldots +a_{1}x+a_{0}} je enaka determinanti Sylvestrove matrike z razsežnostjo {\displaystyle (2n-1)\times (2n-1)\,}
{\displaystyle \left[{\begin{matrix}&a_{n}&a_{n-1}&a_{n-2}&\ldots &a_{1}&a_{0}&0\ldots &\ldots &0\\&0&a_{n}&a_{n-1}&a_{n-2}&\ldots &a_{1}&a_{0}&0\ldots &0\\&\vdots \ &&&&&&&&\vdots \\&0&\ldots \ &0&a_{n}&a_{n-1}&a_{n-2}&\ldots &a_{1}&a_{0}\\&na_{n}&(n-1)a_{n-1}&(n-2)a_{n-2}&\ldots \ &1a_{1}&0&\ldots &\ldots &0\\&0&na_{n}&(n-1)a_{n-1}&(n-2)a_{n-2}&\ldots \ &1a_{1}&0&\ldots &0\\&\vdots \ &&&&&&&&\vdots \\&0&0&\ldots &0&na_{n}&(n-1)a_{n-1}&(n-2)a_{n-2}&\ldots \ &1a_{1}\\\end{matrix}}\right].}
Diskriminanta {\displaystyle D(p)\,} mnogočlenika {\displaystyle p(x)\,} je dana z 
{\displaystyle D(p)=(-1)^{{\frac {1}{2}}n(n-1)}{\frac {1}{a_{n}}}R(p,p').\,}

### Zgled
Poglejmo primer z {\displaystyle n=4\,} za katerega je zgornja determinanta enaka 
{\displaystyle {\begin{vmatrix}&a_{4}&a_{3}&a_{2}&a_{1}&a_{0}&0&0\\&0&a_{4}&a_{3}&a_{2}&a_{1}&a_{0}&0\\&0&0&a_{4}&a_{3}&a_{2}&a_{1}&a_{0}\\&4a_{4}&3a_{3}&2a_{2}&1a_{1}&0&0&0\\&0&4a_{4}&3a_{3}&2a_{2}&1a_{1}&0&0\\&0&0&4a_{4}&3a_{3}&2a_{2}&1a_{1}&0\\&0&0&0&4a_{4}&3a_{3}&2a_{2}&1a_{1}\\\end{vmatrix}}.}
Diskriminanto mnogočlenika četrte stopnje se dobi z deljenjem te determinante z {\displaystyle a_{4}\,}. 
Če izrazimo diskriminanto s koreni je ta enaka 
{\displaystyle a_{n}^{2n-2}\prod _{i<j}{(r_{i}-r_{j})^{2}}}
kjer so
- {\displaystyle r_{1}\cdots ,r_{n}} kompleksne ničle (večkratnost je všteta) mnogočlenika {\displaystyle p(x)\,}

{\displaystyle {\begin{matrix}p(x)&=&a_{n}x^{n}+a_{n-1}x^{n-1}+\ldots +a_{1}x+a_{0}\\&=&a_{n}(x-r_{1})(x-r_{2})\ldots (x-r_{n}).\end{matrix}}}
Diskriminanto lahko definiramo za mnogočlenike nad poljubnim obsegom na podoben način.

## Lastnosti ničel
Diskriminanta nudi dodatne podatke o vrsti in lastnostih ničel. Daje podatek o tem ali so ničle realne  ali kompleksne ter racionalne ali so iracionalne. Dobimo tudi podatek o tem, če so ničle v obsegu nad katerim je mnogočlenik definiran ali so tudi nad razširjenim obsegom. To najlažje vidimo na kvadratnih in kubičnih mnogočlenikih.

### Kvadratni mnogočleniki
Kvadratni mnogočleniki z realnimi koeficienti veljajo naslednja pravila za vrste ničel:
- {\displaystyle \Delta >0} mnogočlenik ima dve različni ničli nad realnimi števili
- {\displaystyle \Delta <0} mnogočlenik ima dve (konjugirano kompleksni) ničli
- {\displaystyle \Delta =0}  mnogočlenik ima dvojno realno ničlo

### Kubični mnogočlenik
Pri kubičnem mnogočleniku pa veljajo naslednja pravila o vrsti ničel:
- {\displaystyle \Delta >0} mnogočlenik ima tri različne realne ničle
- {\displaystyle \Delta <0} mnogočlenik ima 1 realno in 2 konjugirano kompleksni ničli
- {\displaystyle \Delta =0} mnogočlenik ima 3 realne ničle, od njih sta najmanj dve enaki.

Lahko se zgodi, da ima mnogočlenik dvojno realno in še eno različno realno ničlo, v nasprotnem primeru so vse tri ničle enake. 

## Diskriminanta stožnic
Stožnice so definirane v ravninski geometriji z enačbo
{\displaystyle Ax^{2}+Bxy+Cy^{2}+Dx+Ey+F=0,\,}
Diskriminanta pa je enaka 
{\displaystyle \Delta =B^{2}-4AC\,}
- kadar je diskriminanta manjša od 0, enačba pomeni elipso ali krožnico
- če je diskriminanta enaka 0, enačba pomeni parabolo
- če je diskriminanta večja od 0, enačba pomeni hiperbolo